# مهرجان روما السينمائي

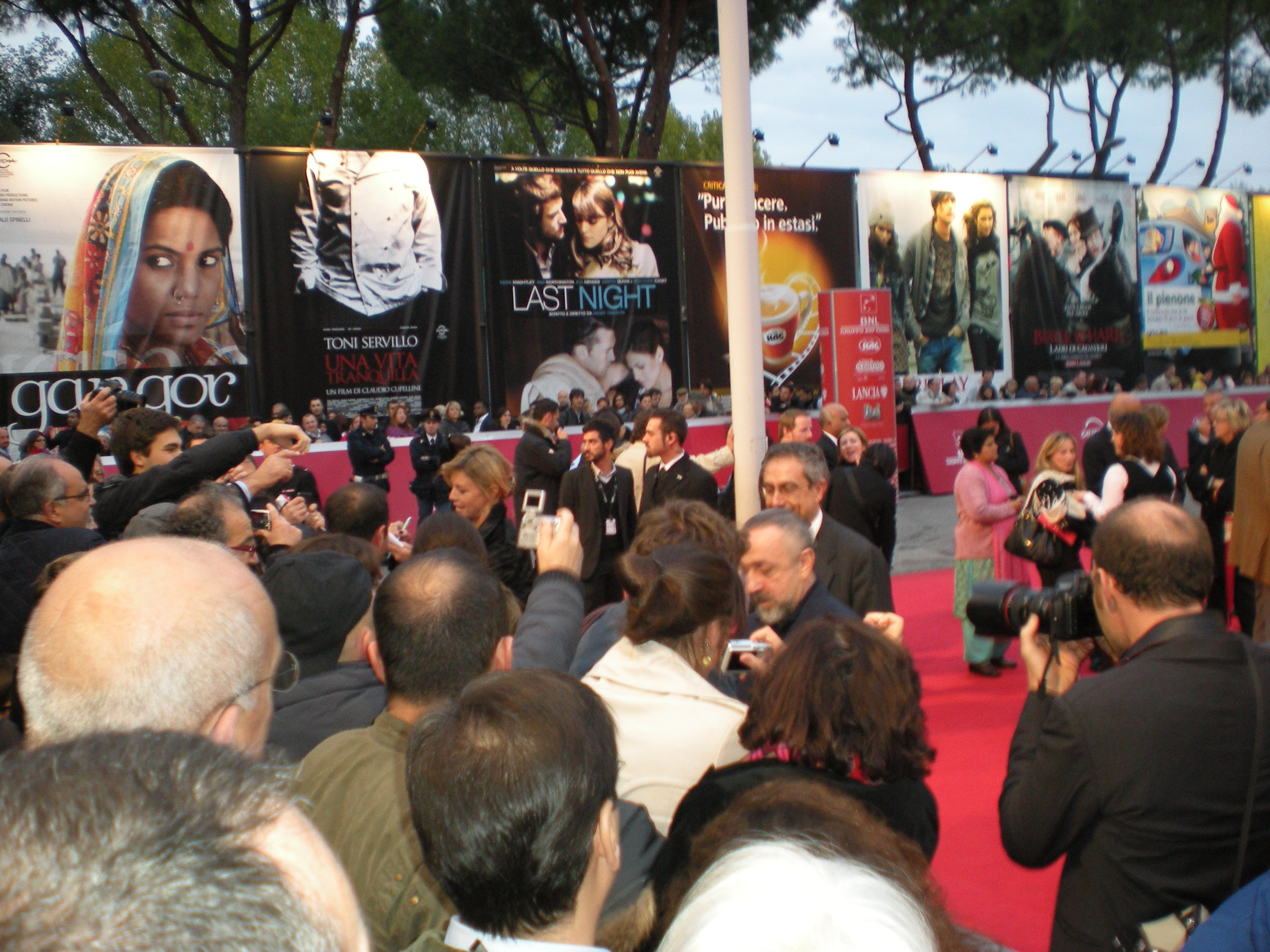

مهرجان روما السينمائي الدولي (بالإنجليزية: International Rome Film Festival)‏ هو مهرجان سينمائي يقام في كل سنة في شهر أكتوبر في مدينة روما في إيطاليا ويسمى (بالإيطالية: Festival Internazionale del Film di Roma)‏ بدأ عرض هذا المهرجان من سنة 2006 وهو مستمر حتى الآن.